# Troglelmis leleupi
Troglelmis leleupi is een keversoort uit de familie beekkevers (Elmidae). De wetenschappelijke naam van de soort werd in 1950 gepubliceerd door Jeannel.